# Bolsa Electronica de Valores de Uruguay
Die Bolsa Electronica de Valores de Uruguay S.A. (BEVSA) ist eine Wertpapierbörse mit Sitz in Montevideo und wurde am 15. Januar 1993 gegründet. Sie nahm ihre Geschäftstätigkeit am 5. September 1994 auf und umfasste 26 öffentliche und private Finanzinstitute, um einen gemeinsamen Markt für den Handel von Wertpapieren und Abwicklung von Finanztransaktionen zu schaffen. Die Technologieplattform bietet außerdem Kommunikations- und Informationsverarbeitungsdienste für Finanzinstitute in den Bereichen Zahlungssysteme und Risikomanagement. Sie hat 19 gelistete Titel.

## Geschäftsfelder
Zu den Partnern und Sonderpartnern von BEVSA gehören alle lokalen Banken, die Pensionsfondsverwalter (AFAPs), die halbstaatlichen Sparkassen, die Versicherungsbank und die Zentralbank von Uruguay. Die BEVSA betreibt die Devisen-, Geld- und Wertpapiermärkte. Auf dem Devisenmarkt werden alle mit dem Kauf und Verkauf von Währungen und Banknoten verbundenen Instrumente über Bargeldgeschäfte, Termingeschäfte, Geschäfte mit täglicher Differenzbegleichung und Geschäfte mit zukünftiger Retroversion sowie Währungsswaps gehandelt.

## Mitgliedschaften
Sie ist Teil der:
- Sustainable Stock Exchanges Initiative